# كفر العرب (بنها)
كفر العرب إحدى قرى مركز بنها التابع لمحافظة القليوبية بجمهورية مصر العربية.

## التاريخ
تعد قرية كفر العرب من القري الحديثة حيث فُصلت عن قرية مرصفا في سنة 1228هـ/1812م، وكانت تابعة لمركز طوخ حتى إنشاء مركز بنها سنة 1913م ألحقت به لقربها منه.

## السكان
بلغ عدد سكان كفر العرب 8,235 نسمة، حسب الإحصاء الرسمي لعام 2006.